# Shams Pahlavi

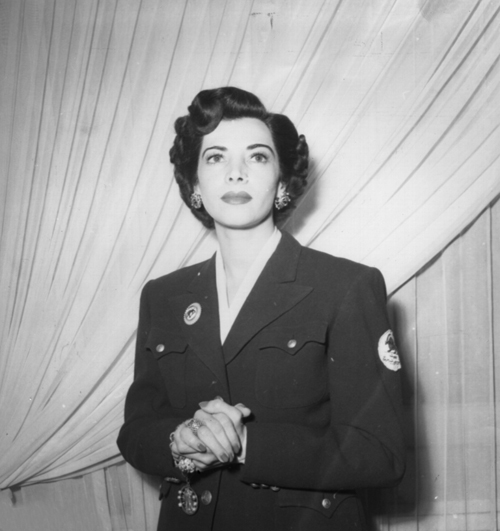
Shams Pahlavi (1950)

Shams Pahlavi (persisch شمس پهلوی Schams Pahlawi; * 28. Oktober 1917 in Teheran; † 29. Februar 1996 in Santa Barbara, Kalifornien) war eine iranische Prinzessin.

## Leben

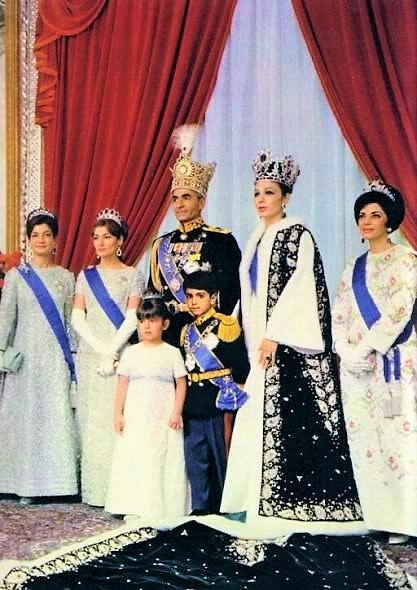
Krönung von Mohammad Reza Pahlavi, rechts Shams Pahlavi (1967)

Ihre Eltern waren Reza Schah Pahlavi und Tadj ol-Molouk. Shams Pahlavi war die ältere Schwester von Mohammad Reza Pahlavi und Ashraf Pahlavi. Sie erregte Aufsehen, als sie 1934 gemeinsam mit ihrer Schwester, Prinzessin Ashraf, den Schleier ablegte, den Frauen im Iran damals üblicherweise trugen.
Auf Wunsch ihres Vaters heiratete sie 1937 Fereydoun Djam, den Sohn des iranischen Politikers Mahmud Dscham. Die Ehe verlief nicht harmonisch und wurde unmittelbar nach Reza Schahs Tod 1944 geschieden. 1941 nach der anglo-sowjetischen Invasion des Iran und der Abdankung Reza Schahs begleitete Shams ihren Vater während seines Exils nach Port Louis und später Johannesburg. Ihre Erinnerungen an die Aufenthalte erschienen 1948 in monatlichen Fortsetzungen in der iranischen Zeitung Ettelā'āt.
1945 heiratete sie Mehrdad Pahlbod, mit dem sie zwei Söhne und eine Tochter hatte. Unmittelbar nach der Heirat kam es für kurze Zeit zur Aberkennung ihres Titels und ihrer Ränge. Aus diesem Grund lebte das Paar von 1945 bis 1947 in den Vereinigten Staaten. Später kam es zur Versöhnung mit dem königlichen Hof. Daraufhin kehrten sie nach Teheran zurück, verließen das Land aber kurze Zeit später wieder aufgrund von Unruhen während der Abadan-Krise. In den 1940er Jahren konvertierte Prinzessin Shams zum Katholizismus. Ernest Perron, Sekretär und Vertrauter ihres Bruders, trug maßgeblich zu dieser Entscheidung bei. Ihr Ehemann und ihre Kinder konvertierten später ebenfalls.
Während der Regierungszeit ihres Bruders im Iran war sie Präsidentin der Roter-Löwe-mit-Roter-Sonne-Gesellschaft Iran. Ihr Ehemann war von 1964 bis 1978 erster Kulturminister des Iran. Im Gegensatz zu ihrer Schwester Ashraf trat sie weniger in der Öffentlichkeit auf und beschränkte ihre Aktivitäten auf die Verwaltung des Vermögens, das sie von ihrem Vater geerbt hatte. In den 1960er Jahren beauftragte Prinzessin Shams Architekten der Frank Lloyd Wright Foundation mit dem Bau des Morvarid Palastes in Mehrshahr und der Villa Mehrafarin in Tschalus.
Nach der Iranischen Revolution im Jahre 1979 lebte sie in Kalifornien. Prinzessin Shams starb 1996 in Santa Barbara an Krebs.

## Preise und Auszeichnungen (Auswahl)
- 1957: Iran – Orden der Plejaden, 2. Klasse
- 1967: Iran – Orden der Aryamehr, 2. Klasse